# Troy Von Balthazar
Pour les articles homonymes, voir Balthazar.
Pour son premier album, voir Troy Von Balthazar (album).
Troy Von Balthazar est un auteur-compositeur-interprète américain, en solo et à la tête du groupe de rock indépendant Chokebore.

## Biographie
Utilisant d'abord le nom « B. Balthazar », il commença sa carrière solo par l'enregistrement de deux EPs autoproduits sur lesquels il jouait tous les instruments (guitare sèche et électrique, chant mais aussi batterie et piano). Le premier, Sweet Receiver (2001), fut suivi en 2002 par Red Spider, disponible exclusivement au format mp3 en téléchargement sur sa page personnelle. Ces deux enregistrements furent ensuite réédités ensemble sur le mini CD (format 8cm) B. Balthazar, vendu au cours de la première tournée européenne de Balthazar en 2003. Durant celle-ci, il interpréta son répertoire seul sur scène, utilisant la technique de l'oversampling pour s'accompagner de mélodies de guitare, de mini-synthé ou de boîte à rythme.
À la suite de cette tournée, il signa un contrat avec le label nantais Olympic Disk, qui héberge notamment Dominique A. Reprenant alors le nom de scène qu'on lui connaissait dans Chokebore, il publia en novembre 2004 le EP Troy Von Balthazar sur Olympic. Après une courte tournée française, il partit à Los Angeles enregistrer son premier album, aidé seulement pour quelques titres de la chanteuse et guitariste Adeline Fargier. L'album Troy Von Balthazar sortit le 10 octobre 2005 sur Olympic Disk. S'ensuivit alors une longue tournée européenne qui s'étira sur la majeure partie de l'année 2006. Début 2007, Troy Von Balthazar est reparti à Los Angeles pour y enregistrer son 2e album, cette fois-ci en compagnie du groupe local The Black Pine.
En 2009 il sort un disque vinyle, distribué par le label tchèque Silver Rocket, appelé simplement The TVB LP. Sur ce vinyle, on retrouve 11 titres, dont 5 inédits et 6 chansons déjà sorties sur les EPs précédents.
Le 23 août 2010, un nouvel EP Dots & Hearts est sorti, disponible uniquement en téléchargement, suivi le 13 septembre 2010, par le deuxième album, How to Live on Nothing, disponible en téléchargement et au format CD (uniquement en France), sur le label 3rd Side Records. Une semaine après, il était disponible en Belgique et en Suisse et fin septembre en Allemagne.
2012 voit la sortie de l'album ...is with the demon. Il compose trois titres pour la bande originale du film documentaire This Ain't California consacré au skateboarding en RDA.
Courage, mon amour ! sort en août 2021.

## Collaborations
En 2015, il participe à The Color Bars Experience, une série de concerts hommage à Elliott Smith où il reprend l'album Figure 8 de ce dernier avec des musiciens classiques, Jason Lytle (Grandaddy) et Ken Stringfellow (The Posies).
En 2017, il participe au premier album du groupe parisien Wonderflu en co-composant et chantant Rob A Supermarket, une des chansons de l'album.
En 2020, il apparait sur l'album Collector de Chapi Chapo & les petites musiques de pluie , en chantant sur le titre Old Toys.

## Discographie

### Albums
- Troy Von Balthazar (Olympic Disk, 2005)
- The TVB LP (Silver Rocket, 2009)
- How to Live on Nothing (Third Side Records, 2010)
- ...is with the demon (Vicious Circle Records, octobre 2012)
- Knights of Something (Vicious Circle Records, avril 2016)
- It ends like crazy (Vicious Circle Records, mars 2019)
- Courage, mon amour !, (Vicious Circle Records, août 2021)
- Aloha Means Goodbye (Vicious Circle Records, mars 2025)

### EP
- Sweet Receiver (auto-production, 2001)
- Red Spider (auto-production, 2002), uniquement en téléchargement
- B. Balthazar (Sweet Receiver + Red Spider, auto-production, 2003), aussi appelé baby CD
- Troy Von Balthazar (Olympic Disk, 2004)
- TVB 3 EP (Sweet Receiver + Red Spider + Paradise, Powerful Wing Publishing, 2009)
- 8 Songs for Chinese Girls (Wangba Records, 2009), sorti uniquement en Chine
- Dots & Hearts (Third Side Records, 2010), uniquement en téléchargement

### DVD
- Live in Paris — édition limitée à 150 exemplaires (auto-production, 2006)

### Participation
- 2023 : L'Extraordinarium de Dionysos, duo sur le titre Wet